# Rodrigo Mejía
Rodrigo Mejía Álvarez (Cidade do México, 23 de setembro de 1975 – Cidade do México, 11 de fevereiro de 2021) foi um ator mexicano.

## Biografia
Ficou conhecido por seus papéis nas telenovelas como Fuego en la sangre, Cuidado con el ángel, Lo imperdonable e Tres familias, sua última telenovela, no qual era o protagonista.
Morreu em 11 de fevereiro de 2021, aos 45 anos, por complicações da COVID-19, sua morte foi anunciada em 13 de fevereiro, por sua esposa Gaby Cassus.

## Filmografia

### Televisão
| Ano  | Título                       | Personagem                  | Notas                                                |
| ---- | ---------------------------- | --------------------------- | ---------------------------------------------------- |
| 1999 | Besos prohibidos             | Levya                       |                                                      |
| 2000 | El amor no es como lo pintan | José González               |                                                      |
| 2001 | El juego de la vida          | Fabián Medina               |                                                      |
| 2002 | Mujer, casos de la vida real |                             | Episódio: "Escandalo"                                |
| 2003 | Amar otra vez                | Gustavo Medina Castillo     |                                                      |
| 2005 | Soñar no cuesta nada         | Mauricio Lizalde            |                                                      |
| 2005 | Pablo y Andrea               | Rodrigo Castro              |                                                      |
| 2006 | Mundo de fieras              | Rogelio Cervantes Bravo     |                                                      |
| 2006 | Guerra de los sexos          | Ele mesmo                   | Episódio: "Los Querendones Vs. Soñar no cuesta nada" |
| 2008 | Fuego en la sangre           | Benito Uribe                |                                                      |
| 2008 | Cuidado con el ángel         | Nelson Acuña                |                                                      |
| 2010 | La rosa de Guadalupe         | Edgar                       | Episódio: "22 de julho"                              |
| 2011 | Una maid en Manhattan        | Gregorio                    |                                                      |
| 2015 | Lo imperdonable              | Nicolás                     | 48 episódios                                         |
| 2016 | Ruta 35                      |                             | Episódio: "Episode #1.1"                             |
| 2017 | Tres familias                | Gonzalo Adolfo del Pedregal |                                                      |
| 2017 | Run Coyote Run               | Killer Estrada              | Episódio: "Sin Límite de Tiempo "                    |
| 2020 | Control Z                    | Papá Natalia                |                                                      |

### Cinema
| Ano  | Título             | Personagem | Notas |
| ---- | ------------------ | ---------- | ----- |
| 2003 | El secreto oculto  | Luis       |       |
| 2004 | Las lloronas       | Luis       |       |
| 2017 | El Eterno Silencio | Daniel     |       |